# Markus Münch (football)
Pour les articles homonymes, voir Markus Münch.
 (juillet 2010).
Si vous disposez d'ouvrages ou d'articles de référence ou si vous connaissez des sites web de qualité traitant du thème abordé ici, merci de compléter l'article en donnant les références utiles à sa vérifiabilité et en les liant à la section « Notes et références ».
Markus Münch est un footballeur allemand et un entraîneur de chevaux de courses né le 7 septembre 1972 à Nußloch.
Il a joué au Beşiktaş JK de 1999 à 2001. Après sa retraite du monde du football, il décide de se reconvertir dans l'entraînement de chevaux de courses, en s'installant dans le centre d'entraînement de Chantilly.

## Hippisme

### Palmarès (entraîneur)
France :
- Prix Imprudence - 1 - Spectre (2014)